# Margareta Andersson (läkare)
Hedvig Inger Gerd Margareta Andersson, född 20 april 1934 i Tegneby, är en svensk läkare.
Andersson blev medicine licentiat 1965. 1970 specialiserade hon sig på invärtes medicin 1970 och sedan på långvårdsmedicin 1981. Hon var underläkare på Mölndals lasarett 1965-1968, klinikamanuens på Vasa sjukhus 1968-1970, biträdande överläkare på långvårdskliniken vid Kungälvs sjukhus 1970-1983, där hon blev överläkare och klinikchef 1983 samt senare chefsläkare 1986.
Hon är dotter till Konrad Jansson och Anna, född Olsson. Hon gifte sig 1959 med professor Sven Andersson, född 1927.